# Engytatus phyllostegiae
Engytatus phyllostegiae är en insektsart som först beskrevs av Carvalho och Robert L. Usinger 1960.  Engytatus phyllostegiae ingår i släktet Engytatus och familjen ängsskinnbaggar. Inga underarter finns listade i Catalogue of Life.